# مشروع عشرون مركز لسنة 2010
20 مركز لسنة 2010 هي عبارة عن حملة رسمية بقيادة الاتحاد الدولي لكرة القدم أثناء انعقاد بطولة كأس العالم لكرة القدم 2010 في جنوب أفريقيا . الهدف من الحملة بناء 20 مركز في 20 مدينة في أنحاء قارة أفريقيا . الهدف من بناء هذه المراكز تقديم الخدمات التعليمية والصحية بالإضافة إلى إتاحة الفرصة للعب على ملعب كرة قدم للأطفال.

## روابط خارجية
- الموقع الرسمي